# Ђирарди-Белависта-Тераце (Рим)
Ђирарди-Белависта-Тераце је насеље у Италији у округу Рим, региону Лацио.
Према процени из 2011. у насељу је живело 1616 становника. Насеље се налази на надморској висини од 57 м.